# Otpetye Moshenniki
Otpétye Moshénniki (Отпетые мошенники "Estafadores inveterados" en ruso) es un grupo de música pop originario de Rusia.
Otpétye Moshénniki cuenta con tres integrantes: Serguéi Surovenko (Сергей Суровенко), Ígor Bogomázov (Игорь Богомазов), y Viacheslav Zinúrov (Вячеслав Зинуров), todos ellos originarios de San Petersburgo. Interpretan pop ruso convencional combinado con interpretaciones vocales típicas de Rusia. Sus temas incluyen un sentido del humor típico de los cantantes rusos de la era postsoviética. Han tenido un éxito considerable en su natal Rusia, así como en las ex Repúblicas Soviéticas, en Mongolia, Israel y otros países. Debutaron en el año 1996 en el festival "Tantsúyuschi górod" (фестивале "Танцующий город" Festival "Ciudad bailante") en la ciudad de Cherepovéts. Han obtenido varios premios en Rusia.

## Discografía
- Iz tsvetnogo plastilina (1997) (Из цветного пластилина - "De plastilina de colores")

- Vsyako-razno (1998) (Всяко-разно - "Diferente-distinto")

- Fignyá (1999) (Фигня - "Chorrada")

- Lípkie ruki 2 (2000) (Липкие руки 2 -"Manos pegajosas 2")

- Provokatsia (2002) (Провокация - "Provocación")

- Eksklyuzívnye treki (2004) (Эксклюзивные треки - "Canciones exclusivas")

- Nóvye y eksklyuzívnye treki (2005) (Нoвые и эксклюзивные треки - "Canciones nuevas y exclusivas")

- Proekt BUTLEGUI (2005) (проект БУТЛЕГИ, Аморалов и друзья - "Proyecto BUTLEGUI, Amorálov y amigos")

- Vsyákie pesni o ráznom (2005) (Всякие песни о разном - "Canciones cualesquiera de lo que sea")